# Eugeniusz Podgórzec
Eugeniusz Franciszek Podgórzec (ur. 7 maja 1900 w Leksandrowej, zm. 29 kwietnia 1968 w Bochni) – inżynier górnik, prawnik, pracował na wysokich stanowiskach w urzędach górniczych, działacz PPS, współautor „Gazety Robotniczej”.

## Życiorys
Syn Franciszka (1873–1937), dozorcy szybu w Leksandrowej k. Bochni i Karoliny z Sędzielowskich, brat Franciszka (1905–1940), ppor. zamordowanego w Katyniu, Edwarda (1907–1981), więźnia obozów koncentracyjnych, Włodzimierza (1917–1940), założyciela Związku Walki o Wolność Polski w 1939, który zginął tragicznie w szybie „Floris”. 
Absolwent C.K. Gimnazjum wyższego w Bochni. Od 1917 walczył w II Brygadzie Legionów Polskich. Odesłany do domu, w Bochni działał w Polskiej Organizacji Wojskowej. W 1920 uczestniczył w wojnie polsko-bolszewickiej. Ukończył Akademię Górniczą w Leoben (1923) i wydział prawa UJ w Krakowie (1929). W latach 1923–1928 odbywał praktykę górniczą w kopalniach „Murcki”, „Boże Dary”, „Richter” i „Wirek”. Następnie pełnił służbę państwową w urzędach górniczych: był referendarzem technicznym w Wyższym Urzędzie Górniczym w Katowicach (1928–1929), inspektorem technicznym w Okręgowym Urzędzie Górniczym w Chorzowie (1929–1934), inspektorem górniczym w Wydziale Węglowym Ministerstwa Przemysłu i Handlu w Warszawie (1935) oraz inspektorem technicznym w WUG w Katowicach (1936–1939). W międzyczasie odbył aplikację adwokacką. Był prezesem koła chorzowskiego Związku Urzędników Państwowych i Komunalnych, a w latach 1933–1934 naczelnym redaktorem „Urzędnika Polskiego”. 
Od 1923 działał w Polskiej Partii Socjalistycznej, będąc członkiem Okręgowego Komitetu Robotniczego i współredaktorem „Gazety Robotniczej” w Katowicach. Oprócz obowiązków służbowych znajdował czas na pracę w Organizacji Młodzieży Towarzystwa Uniwersytetu Robotniczego, w której do 1935 pełnił funkcję przewodniczącego Zarządu Okręgu Śląskiego. W 1939 oraz od 1965 (po reaktywacji) pełnił funkcję prezesa Oddziału Katowickiego Stowarzyszenia Bochniaków. 
W wojnie obronnej 1939 został ranny w bitwie pod Łańcutem. Po powrocie z kampanii wrześniowej, w Krakowie, razem z braćmi należał do Związku Walki Zbrojnej, redagował i kolportował tajną „Barykadę Wolności”. Uczestniczył m.in. w zorganizowaniu ucieczki więźniów politycznych z więzienia przy ul. Montelupich w Krakowie. Aresztowany 15 grudnia 1940 resztę okupacji spędził w niemieckich obozach koncentracyjnych, był więźniem KL Buchenwald, Sachsenhausen, Flossenbürg. Należał w nich do tajnej organizacji i pełnił funkcję łącznika nawiązującego kontakty na zewnątrz obozu. Zainstalował tajne radio w obozie, kolportował prasę i ulotki.
Po zakończeniu II wojny światowej wrócił do Katowic, kolejno był: kierownikiem Wydziału Węglowego Wojewódzkiego Komitetu PPS (1945–1946), dyrektorem technicznym Centrali Zbytu Węgla (1946–1947), wicedyrektorem biura Rady Techniczno-Gospodarczej CZPW (1947), zastępcą kierownika Działu BHP Zarządu Głównego Centralnego Związku Zawodowego Górników (1947–1948), zastępcą dyrektora działu w Centrali Zaopatrzenia Materiałowego PW (1948–1949). Od 1950 podjął praktykę adwokacką i był radcą prawnym w różnych przedsiębiorstwach górniczych. W Zarządzie Głównym Stowarzyszenia Inżynierów i Techników Górnictwa pełnił funkcje: radcy prawnego 1951–1967, członka Zarządu Głównego (1954), później zastępcy członka (1965).
Był mężem Marii Wandy ze Skrzepińskich (1904–1931), ojcem Ireny (1924–1968).
Pochowany na cmentarzu komunalnym przy ul. Orackiej w Bochni (sektor VI-9-3).

## Ordery i odznaczenia
- Krzyż Srebrny Orderu Virtuti Militari (14 czerwca 1946)[5]
- Złoty Krzyż Zasługi (29 stycznia 1946)[6]